# The World's Greatest Tag Team
Palmarès
WWE Tag Team Championship (2 fois)
WWE Championship(1fois)
ROH World Tag Team Championship (2 fois)
The World's Greatest Tag Team (La plus Grande Équipe du Monde) était une équipe de catcheurs professionnels travaillant à la World Wrestling Entertainment dans la division RAW, représentée par Charlie Haas et Shelton Benjamin qui étaient auparavant sous les ordres de Kurt Angle dans ce qui était appelée la Team Angle.

## Carrière

### World Wrestling Enterteinment

#### Début à SmackDown (2002)
L'équipe fait ses débuts le 26 décembre 2002 à WWE SmackDown. Elle commence alors une association avec Kurt Angle qui sera appelée Team Angle. L'Équipe est rapidement impliquée dans une rivalité avec Chris Benoit et Edge, ils les battent en janvier 2003 pour devenir les challengers numéro un au WWE Tag Team Championship.La semaine suivante, ils gagnent les titres en battant Los Guerreros. Ils continuent malgré tout leur rivalité avec Benoit, lui faisant face à No Way Out dans un handicap match. Après une défense de titre fructueuse à WrestleMania XIX contre Los Guerreros et l'équipe de Chris Benoit et Rhyno, la Team Angle perd le championnat au profit de Eddie Guerrero et son nouveau partenaire Tajiri lors Judgement Day au cours d’un ladder match. Peu après, ils s’opposent à Angle lui reprochant la perte des titres et mettant en doute son leadership. Les semaines qui suivent, ils affrontent Angle dans des matchs simples où dans des matchs par équipe.

#### Début sous le nom de World's Greatest Tag Team
Après cela, Benjamin et Haas s’autoproclament the World’s Greatest Tag Team. Ils récupèrent le WWE tag team championship des mains d'Eddie Guerrero et Tajiri peu de temps après. Après leur victoire, ils ont rivalisé contre les équipes de Rey Mysterio & Billy Kidman et APA (Farooq & JBL), mais reperdent à nouveau les titres contre Los Guerreros qui venaient de se reformer.
Au début 2004, the World's Greatest Tag Team commence une rivalité avec APA et les battent à No Way Out. Par la suite, ils participent à un fatal for way tag team match à Wrestlemania 20 auquel ont également participé APA, the Basham Brothers et Scotty Too Hotty & Rikishi qui conservent les titres.

#### Séparation (2005)
L’équipe est séparée en mars 2004 à la suite du draft de Shelton Benjamin à Raw. Lequel se lance dans la conquête de l’Intercontinental Championship détenue alors par Randy Orton qu’il remporte à Taboo Tuesday. Charlie Haas, quant à lui, reste à SmackDown mais gagne la compagnie de Miss Jackie et forme une nouvelle équipe avec Rico avec qui il remporte à nouveau le WWE tag team championship. Ensuite, Haas combat dans quelque matchs en solo avant de quitter la WWE en juillet 2005.

#### Reformation (2006)
En avril 2006, Haas retourne à la WWE à RAW, battant son ancien coéquipier Benjamin visiblement surpris de son retour. En décembre, après que Benjamin ai battu Super Crazy, Haas intervient et célèbre la victoire avec un Shelton Benjamin déconcerté. La semaine suivante, Benjamin annonce la reformation de la World's Greatest Tag Team puis ils battent the Highlanders le soir même. Ils entament par la suite une rivalité avec Cryme Tyme, qu’ils vaincrons une bonne fois pour toutes à New Years Revolution. Ils entrent ensuite en rivalité avec Ric Flair et Carlito puis défient the Hardy Boyz pour les titres à One Night Stand dans un ladder match mais échouent. Ils ont plusieurs rivalités par la suite : Paul London & Brian Kendrick, Super Crazzy & Jim Duggan ainsi que Hardcore Holly & Cody Rhodes avant d’être à nouveau séparé à la suite du draft de Benjamin à SmackDown en 2008.

#### Nouvelle reformation (2009)
En avril 2009, Haas est lui aussi drafté à Smackdown. Lors d’un match contre Johnny Morrison, Benjamin l’accompagne et envisage une reformation. La semaine suivante, ils affrontent ensemble Morrison & CM Punk mais sont à nouveau séparés à la suite du draft de Benjamin à la ECW.

### Retrouvailles à la ROH
Charlie Haas est libéré de son contrat à la WWE en février 2010. Shelton Benjamin le suivra en avril de la même année.
En août 2010, la Ring of Honor annonce que Haas et Benjamin reforment leur équipe à l’occasion de Glory by Honor ou ils perdent face aux King of Wrestling. Ils luttent également pour l’American wrestling Rampage’s Tour ou ils affrontent la Résistance et Scott Steiner & Booker T. Depuis, à la Ring of Honor, ils ont mis en échec the Bravado Brother, the All-Night Express puis en équipe avec les Briscoe Brothers, ils battent les King of Wrestling et les All-Night Express. En février 2011, ils battent les Briscoe Brothers à ROH 9th Anniversary et deviennent challengers numéro un aux ROH World Tag Team Championship. Le 1er avril, ils remportent leur match et deviennent champions par équipe. Lors de Revolution Canada, ils battent Jay et Mark Briscoe et conserve leurs titres. Mais le perdront contre les mêmes adversaires à Final Battle 2011. Ils récupéreront les titres c'est dernier à Border Wars avant de les reperdre au Best In The World 2012.

## Palmarès et accomplissements
- Pro Wrestling Illustrated

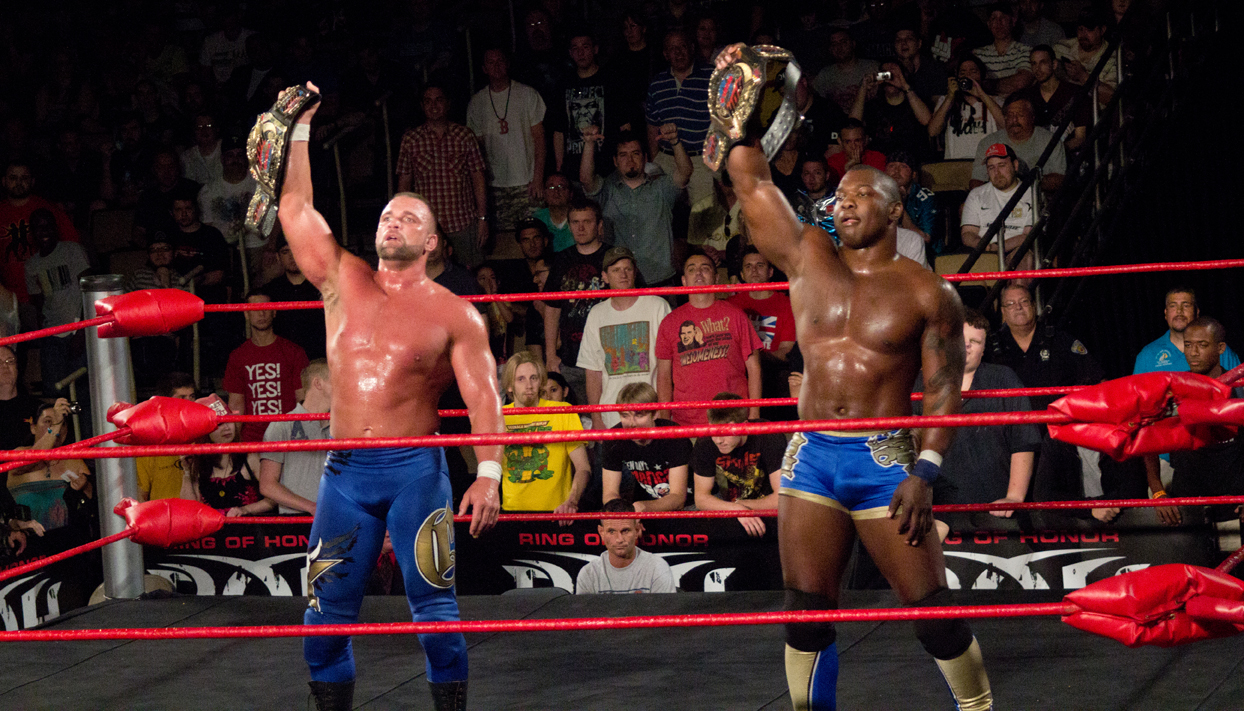
The World's Greatest Tag Team avec les ROH World Tag Team Championship.

  - PWI Tag Team of the Year (2003) avec Shelton Benjamin et Charlie Haas[1]

- World Wrestling Entertainment
  - WWE Tag Team Championship (2 fois) avec Shelton Benjamin et Charlie Haas [2]
  - WWE Championship (1 fois) avec Kurt Angle

- Ring of Honor
  - ROH World Tag Team Championship (2 fois) avec Shelton Benjamin et Charlie Haas